# Диоскорея обыкновенная
Диоскоре́я обыкнове́нная, или та́мус обыкновенный (лат. Dioscoréa commúnis) — вид растений рода Диоскорея (Dioscorea) семейства Диоскорейные (Dioscoreaceae).

## Названия
Народные названия растения: адамов корень, водогон, лепшура, недоступ, огненный корень, переступ, сальный корень.

## Ботаническое описание

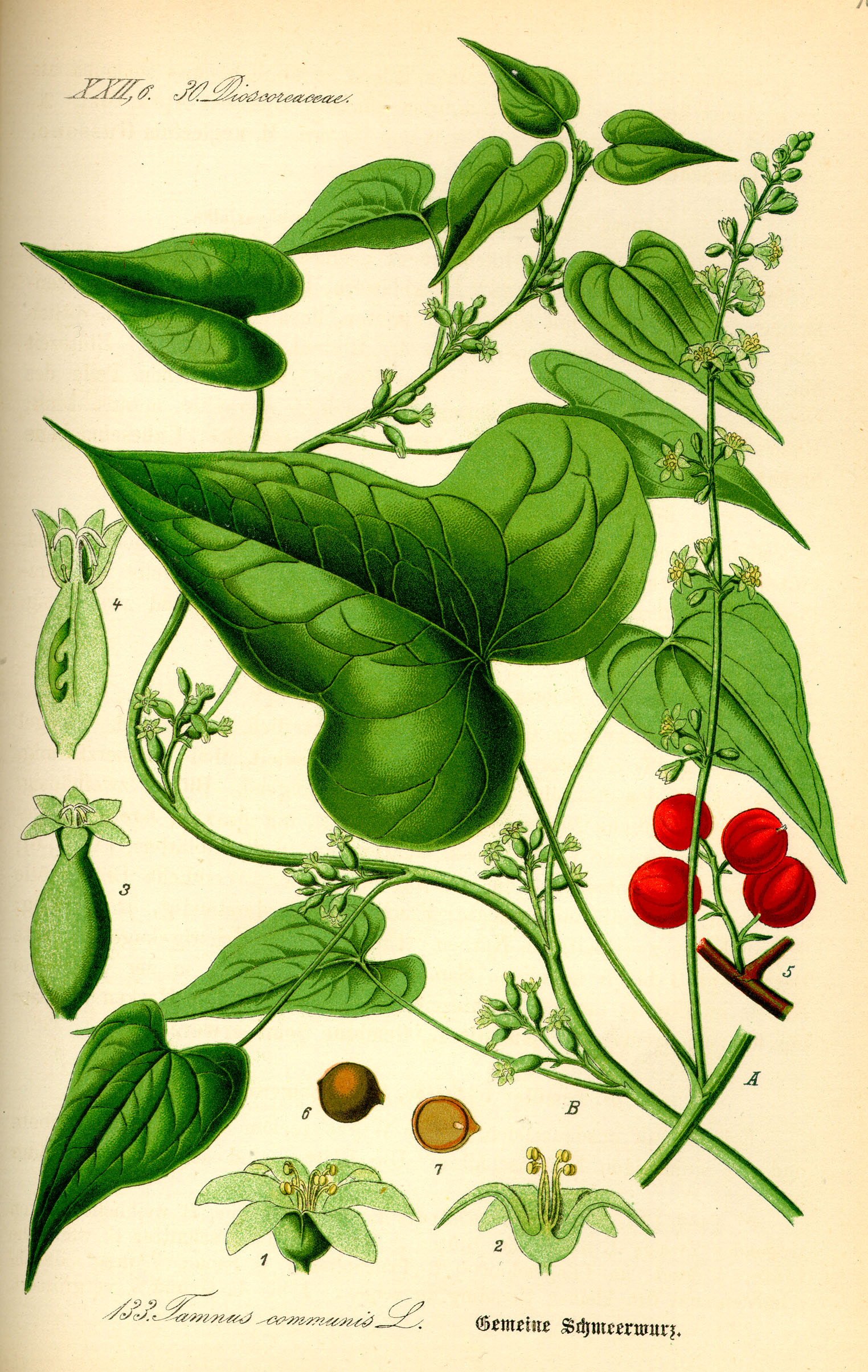

Многолетняя двудомная травянистая лиана.
Корень мясистый, стержневой.
Листорасположение очерёдное, листья похожи на листья диоскореи кавказской, но голые снизу.
Цветки с желтовато-белым околоцветником, раздельнополые, в кистях. Цветёт в конце апреля — мае.
Плоды — шаровидные красные ягоды. Плодоносит с июля до октября.

## Распространение и среда обитания
Растёт в Южной и Западной Европе, Северной Африке и Юго-Западной Азии; в России — в нижнем лесном поясе гор на юге страны.

## Применение
В корнях содержатся сапонины и гликозиды.
В народной медицине Кавказа употребляется для лечения ревматизма и ишиаса.
В гомеопатии используется при ревматизме.
Молодые варёные побеги употребляют в пищу, но в больших количествах они могут вызвать понос и рвоту.
Ягоды ядовиты.
Может быть использовано как вьющееся декоративное растение.
|                                                     |  |  |  |
| Слева направо: побег; листья; плоды; плоды и семена |  |  |  |

## Ботаническая классификация

### Синонимы
По данным The Plant List на 2013 год, в синонимику вида входят:
- Dioscorea canariensis Webb & Berthel.
- Smilax rubra Willd.
- Tamus baccifera St.-Lag.
- Tamus canariensis Willd. ex Kunth
- Tamus cirrhosa Hausskn. ex Bornm.
- Tamus communis L.basionym
- Tamus cordifolia Stokes
- Tamus cretica L.
- Tamus edulis Lowe
- Tamus norsa Lowe
- Tamus parviflora Kunth
- Tamus racemosa Gouan

## Медицинское значение
Корни используются в качестве лекарственного сырья, они содержат жирное масло, алкалоиды, ряд стероидов, в том числе диосцин, ароматические соединения (метоксилированные производные оксифенантрена), слизь.
Экстракт из корней входит в рекомендованный препарат против миозитов, артритов и люмбаго. В народной медицине применяется как гемостатическое, диуретическое и анальгезирующее средство, а также — при респираторных инфекциях и других заболеваниях.
Корневища включены в фармакопею Франции, подземные части применяются в гомеопатии, наиболее часто употребляемое гомеопатическое название Tamus communis.